# Кулаков, Степан Викторович
Степан Викторович Кулаков (1868—?) — крестьянин, депутат Государственной думы I созыва от области Войска Донского.

## Биография

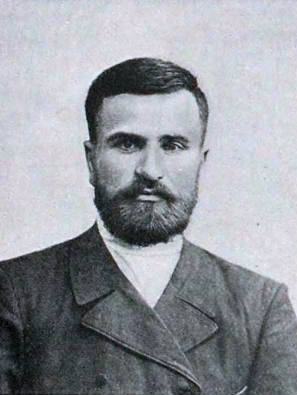
С. В. Кулаков, 1906 год

По вероисповеданию православный. Крестьянин слободы Тарасовка Донецкого округа. Получил начальное образование, обучаясь грамоте у отставного николаевского солдата. Был членом церковного попечительства, сельским и волостным учётчиком. Занимался хлебопашеством. Свою политическую позицию описывал весьма многословно: «деятельность моя — не стремиться к чести, ибо кто бегает за нею, тот недостоин её. Принадлежу к партии, любящей православную церковь, царя, правду, ближнего и те предания, с каких началось образование <так в тексте>, дающие жизнь не только здесь, но и в будущем мире».
16 апреля 1906 избран в Государственную думу I созыва от съезда уполномоченных от волостей области Войска Донского. В вопросе о принадлежности С. В. Кулакова к думской фракции царит большая неопределённость. По одной из версий он принадлежал к Партии народной свободы, по другим данным примыкал к октябристам. Но трудовики в своём издании «Работы Первой Государственной Думы» утверждают, что он вошёл в Трудовую группу, что согласуется и с современными источниками. Член Распорядительной комиссии. Подписал проект трудовиков по земельной реформе («проект 104-х»), заявление об образовании Комиссии по расследованию преступлений должностных лиц. В своей речи в Думе осудил революционный террор, выступил против запроса о мобилизации казаков для подавления «беспорядков».
Дальнейшая судьба и дата смерти неизвестны.